# General Farfán
General Farfán ist eine Ortschaft und eine Parroquia rural („ländliches Kirchspiel“) im Kanton Lago Agrio der ecuadorianischen Provinz Sucumbíos. Die Parroquia besitzt eine Fläche von 515,2 km². Die Einwohnerzahl lag beim Zensus im Jahr 2010 bei 6769.

## Lage
Die Parroquia General Farfán liegt im Amazonastiefland an der kolumbianischen Grenze nördlich der Provinzhauptstadt Nueva Loja. Der Río San Miguel fließt entlang der nördlichen Verwaltungsgrenze nach Osten und bildet dabei die Staatsgrenze. Der 275 m hoch gelegene Hauptort General Farfán befindet sich am Südufer des Río San Miguel an der Fernstraße E45 (Nuevo Loja–Kolumbien) 18 km nordnordöstlich der Provinzhauptstadt Nueva Loja.
Die Parroquia General Farfán grenzt im Norden an Kolumbien, im Osten an die Parroquia Pacayacu, im Süden an
die Parroquia Dureno, im Südwesten an die Parroquia Nueva Loja sowie im Westen an die Parroquia 10 de Agosto.

## Orte und Siedlungen
In der Parroqia gibt es folgende Recintos: 18 de Noviembre, 21 de Septiembre, 5 de Agosto, Bellavista, Brisas de San Miguel, Flor de Chone, La Milagreña, La Vicentina, Luis Bermeo, Luz y Progreso, Patria Nueva, Rey Selva, San Isidro, Tierras Lejas, Trampolin de Triunfo, Tres Palmas und Unión Balzareña. Ferner gibt es die Cooperativas Rey del Oriente, Prio Jaramillo und El Opuno sowie die Precooperativas Recuerdos del Oriente, 5 Ases, Tesoro Escondido, Puerto Mestanza, 24 de Julio, Unión Lojana und Los Orences. Schließlich gibt es noch die Comunidades Bella Esperanza und Sozoranga.

## Geschichte
Die Gründung der Parroquia General Farfán wurde am 30. April 1969 im Registro Oficial N° 169 bekannt gemacht und damit wirksam. Namensgeber war vermutlich Antonio Farfán (* 1796 in Cusco; † 14. August 1830 in Quito), ein Militär, der u. a. im Jahr 1822 an der Schlacht von Yaguachi und der Schlacht von Pichincha teilnahm.